# Antropozofija
Ántropozofíja (iz grš. ἄνθρωπος ánthropos človek in σοφία sofίa znanje) je filozofski nauk, ki prerašča v svetovni nazor. Antropozofijo je utemeljil Rudolf Steiner. Osnovna predpostavka nauka je obstoj duhovnega sveta, ki ga je mogoče dojeti z razumom in z duhovnim razvojem. V praksi je cilj razviti spoznavne metode osnovane na človekovi ustvarjalni moči, domišljiji, navdihu neodvisno od čutnih zaznav; tako pridobljena spoznanja pa so izpostavljena razumskemu preverjanju. Pri raziskavah duhovnega sveta se antropozofija prizadeva za točnost in preverljivost spoznanj, kot je to zahtevano pri naravoslovnih raziskavah. 
Antropozofija je temelj številnih sodobnih praks: Steiner/Waldorfska šola, antropozofske medicine, antropozofske umetnosti, euritmije (ozaveščeno gibanje telesa), biodinamičnega poljedelstva.
V Sloveniji deluje Antropozofsko društvo Slovenije, mednarodni antropozofski center pa je Goetheanum v kraju Dornach (Švica).